# Bactrodesmiella masonii
Bactrodesmiella masonii är en svampart som först beskrevs av S. Hughes, och fick sitt nu gällande namn av M.B. Ellis 1959. Bactrodesmiella masonii ingår i släktet Bactrodesmiella, divisionen sporsäcksvampar och riket svampar.   Inga underarter finns listade i Catalogue of Life.